# Silvio Ángel
Silvio Ángel Grisales (Manizales, 6 de diciembre de 1942) es un actor de cine y televisión colombiano.

## Biografía
Silvio empezó a estudiar actuación en 1962 donde debutó en Ángel a la orden en 1970. Después actuó en las series y telenovelas de la televisión de Colombia hasta la actualidad.

## Filmografía

### Televisión
| Año       | Título                          | Personaje                         |
| --------- | ------------------------------- | --------------------------------- |
| 2016      | Sin senos si hay paraíso        | Padre                             |
| 2012      | El laberinto                    | Julia Buendia                     |
| 2008      | Mujeres asesinas                |                                   |
| 2008-2009 | Aquí no hay quien viva          | Padre Miguel                      |
| 2007      | La hija del mariachi            | Don Genaro                        |
| 2007      | Amores de mercado               | Luis Leira                        |
| 2007      | Decisiones                      |                                   |
| 2006      | Te voy a enseñar a querer       | Pedro Rivera                      |
| 2004      | Todos quieren con Marilyn       | Don Pacho                         |
| 2000      | Brujeres                        | Silvio                            |
| 2000      | La caponera                     |                                   |
| 2000      | El show de Jeringa              |                                   |
| 1998      | Corazón prohibido               | Rafael                            |
| 1997      | La mujer del presidente         | Julio Buendia                     |
| 1994      | Café, con aroma de mujer        | Buitrago                          |
| 1990      | La potra Zaina                  | Emilio                            |
| 1990      | La casa de las dos palmas       | Emiliano Tobón / Fernando Alcázar |
| 1990      | Don Chinche                     | Don Joaco                         |
| 1986      | Musiloquisimo                   | Luis Mejía                        |
| 1986      | Destino                         |                                   |
| 1983      | Historia de dos hermanos        |                                   |
| 1982      | El hombre de negro              |                                   |
| 1981      | El Virrey Solis                 |                                   |
| 1981      | La tía Julia y el escribidor    |                                   |
| 1980      | La Tregua                       |                                   |
| 1980      | Una mujer de cuatro en conducta |                                   |
| 1980      | El cazador nocturno             |                                   |
| 1979      | La abuela                       |                                   |
| 1977      | Un largo camino                 |                                   |
| 1976      | Recordaras mi nombre            |                                   |
| 1973      | Caminos de gloria               |                                   |
| 1971      | Una vida para amarte            |                                   |